# Грузинская система счисления
Грузинская система счисления (груз. ქართული ანბანის სათვალავი) — принятая в грузинском языке система обозначения числительных (порядковых и количественных). Для обозначения чисел в современных текстах используются арабские цифры, запятая служит разделителем целой и дробной части. Классы отделяются друг от друга пробелами. Старинный метод написания чисел также сохранился: буквам грузинского алфавита приписывается некое числовое значение. В грузинском языке применяют двадцатеричную систему счисления для обозначения чисел от 30 до 99 и схожую с французским и баскским языками систему для чисел от 80 до 99.

## Количественные числительные
Количественные числительные от 0 до 10 являются простыми, как и числа от 20 до 100, а также миллион, миллиард и т. д. (тысяча к ним не относится). Иные количественные числительные образуются на основе этих простых путём смешения структурных принципов десятичной и двадцатеричной систем счисления. Ниже представлены начальные формы этих числительных, которые, за исключением обозначения цифр 8 и 9, могут терять последнюю гласную и в определённых позициях и тем самым заканчиваться на согласную:
| 0         | 1         | 2       | 3         | 4         | 5         | 6           | 7           | 8       | 9         | 10      | 20      | 100     | 106             | 109               |
| --------- | --------- | ------- | --------- | --------- | --------- | ----------- | ----------- | ------- | --------- | ------- | ------- | ------- | --------------- | ----------------- |
| ნული нули | ერთი эрти | ორი ори | სამი сами | ოთხი отхи | ხუთი хути | ექვსი эквси | შვიდი швиди | რვა рва | ცხრა цхра | ათი ати | ოცი оци | ასი аси | მილიონი милиони | მილიარდი милиарди |

Числа от 11 до 19 образуются путём добавления приставки т (сокращение от ати, обозначения 10) и добавления суффикса мети («больше»). Иногда приставка т перед первой согласной преобразуется в ц или ч либо посредством метатезы превращается в твр:
| 11                | 12              | 13            | 14                | 15                | 16                  | 17                | 18                | 19                |
| ----------------- | --------------- | ------------- | ----------------- | ----------------- | ------------------- | ----------------- | ----------------- | ----------------- |
| თერთმეტი тертмети | თორმეტი тормети | ცამეტი цамети | თოთხმეტი тотхмети | თხუთმეტი тхутмети | თექვსმეტი теквсмети | ჩვიდმეტი чвидмети | თვრამეტი тврамети | ცხრამეტი цхрамети |

Числа от 20 до 99 обозначаются с помощью особой двадцатеричной системы счисления, похожей на ту, что применяется во французском для чисел от 60 до 99. Числа 40, 60 и 80 образуются с помощью чисел 2, 3 и 4, соединяемых с обозначением «двадцати» при помощи согласной «м»:
| 20      | 40            | 60            | 80              |
| ------- | ------------- | ------------- | --------------- |
| ოცი оци | ორმოცი ормоци | სამოცი самоци | ოთხმოცი отхмоци |

Все прочие числа между 21 и 99 образуются от обозначений 20, 40, 60 и 80 (без конечной «и») с добавлением «-да-» и числа от 1 до 19:
| 21                         | 30                        | 38                                  | 47                                     | 99                                              |
| -------------------------- | ------------------------- | ----------------------------------- | -------------------------------------- | ----------------------------------------------- |
| ოცდაერთი оцдаэрти (20 + 1) | ოცდაათი оцдаати (20 + 10) | ოცდათვრამეტი оцдатврамети (20 + 18) | ორმოცდაშვიდი ормоцдашвиди (2 x 20 + 7) | ოთხმოცდაცხრამეტი отхмоцдацхрамети (4 x 20 + 19) |

Сотни образуются путём соединения чисел от 2 до 10 со словом, обозначающим сотню (для 40, 60 и 80 при этом не добавляется «м»). Тысяча обозначается словом атаси («десять раз по сто»), несколько тысяч записываются в два слова — например, 2000 обозначается как «ори атаси» («два раза десять раз по сто»):
| 100     | 200         | 300           | 400           | 500           | 600             | 700             | 800           | 900             | 1000        | 2000                | 10 000              |
| ------- | ----------- | ------------- | ------------- | ------------- | --------------- | --------------- | ------------- | --------------- | ----------- | ------------------- | ------------------- |
| ასი аси | ორასი ораси | სამასი самаси | ოთხასი отхаси | ხუთასი хутаси | ექვსასი эквсаси | შვიდასი швидаси | რვაასი рвааси | ცხრაასი цхрааси | ათასი атаси | ორი ათასი ори атаси | ათი ათასი ати атаси |

Конечная «и» опускается, если меньшее число добавляется к числу, помноженному на 100:
| 250                             | 310                 | 415                           | 2010                      |
| ------------------------------- | ------------------- | ----------------------------- | ------------------------- |
| ორას ორმოცდაათი орас ормоцдаати | სამას ათი самас ати | ოთხას თხუთმეტი отхас тхутмети | ორი ათას ათი ори атас ати |

## Порядковые числительные
К числу добавляются приставка «ме-» и суффикс «-е», последним заменяется последняя гласная в слове. Исключением является только пирвели («первый»):
| Число | Количественное    | Порядковое            |
| ----- | ----------------- | --------------------- |
| 1     | ერთი эрти         | პირველი пирвели       |
| 2     | ორი ори           | მეორე меоре           |
| 3     | სამი сами         | მესამე месаме         |
| 4     | ოთხი отхи         | მეოთხე меотхе         |
| 5     | ხუთი хути         | მეხუთე мехуте         |
| 6     | ექვსი эквси       | მეექვსე меэквсе       |
| 7     | შვიდი швиди       | მეშვიდე мешвиде       |
| 8     | რვა рва           | მერვე мерве           |
| 9     | ცხრა цхра         | მეცხრე мецхре         |
| 10    | ათი ати           | მეათე меате           |
| 11    | თერთმეტი тертмети | მეთერთმეტე метертмете |
| 12    | თორმეტი тормети   | მეთორმეტე метормете   |
| 13    | ცამეტი цамети     | მეცამეტე мецамете     |
| 20    | ოცი оци           | მეოცე меоце           |

Для последующих числительных добавление «ме-» и «-е» применяется только к последней части числа. Если заканчивается на «эрти», то будет «меэрте» (хотя встречается и с формой «пирвели»). Если в числе есть часть, умноженная на 20 и соединённая с меньшим числом при помощи «-да-», то только после «-да-» ставится «ме-»:
| Число | Количественное                                        | Порядковое                                                |
| ----- | ----------------------------------------------------- | --------------------------------------------------------- |
| 21    | ოცდაერთი оцдаэрти                                     | ოცდამეერთე оцдамеэрте или ოცდაპირველი оцдапирвели         |
| 50    | ორმოცდაათი ормоцдаати                                 | ორმოცდამეათე ормоцдамеате                                 |
| 83    | ოთხმოცდასამი отхмоцдасами                             | ოთხმოცდამესამე отхмоцдамесаме                             |
| 10345 | ათი ათას სამას ორმოცდახუთი ати атас самас ормоцдахути | ათი ათას სამას ორმოცდამეხუთე ати атас самас ормоцдамехуте |

Если в числе есть часть, умноженная на 100 или больше, после которой идёт меньшее число без «-да-», то между ними ставится приставка «ме-»:
| Число | Количественное    | Порядковое                                    |
| ----- | ----------------- | --------------------------------------------- |
| 101   | ას ერთი ас эрти   | ას მეერთე ас меэрте или ას პირველი ас пирвели |
| 208   | ორას რვა орас рва | ორას მერვე орас мерве                         |

## Числовые значения букв

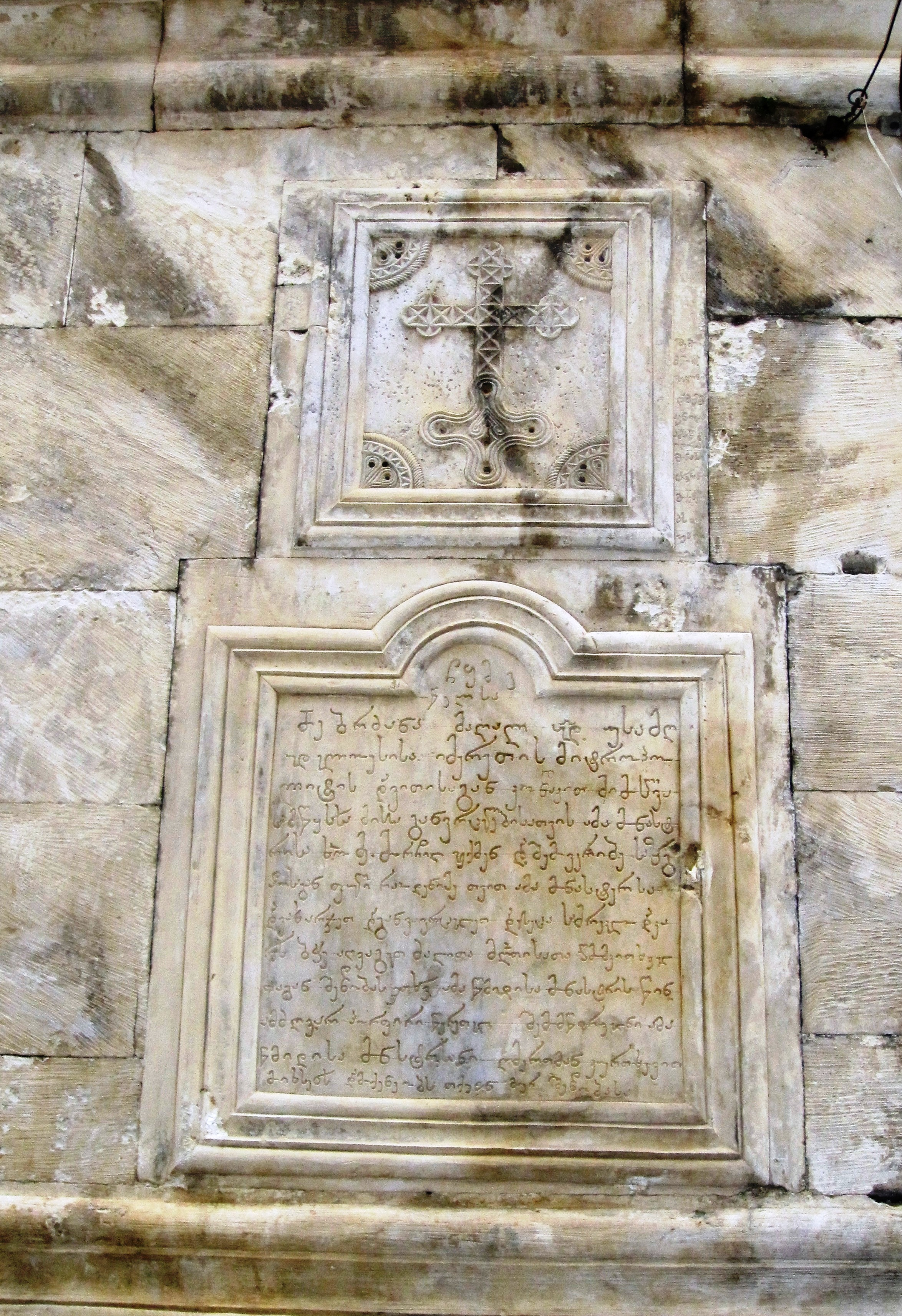
Монастырь Моцамета, надпись ჩყმვ означает 1846 год

Псалмы Мцхета (X—XI века) — древнейшая грузинская книга, в которой впервые использовались арабские цифры

В грузинской системе счисления числа могут обозначаться и буквами грузинского алфавита: числовые значения достигаются путём записи подряд компонентов числительного, которые пишутся от большего к меньшему слева направо. Так, число 1769 обозначается как ჩღჲთ, 1887 — ჩყპზ, 2012 — ციბ.
| Буква | Значение |
| ----- | -------- |
| ა     | 1        |
| ბ     | 2        |
| გ     | 3        |
| დ     | 4        |
| ე     | 5        |
| ვ     | 6        |
| ზ     | 7        |
| ჱ     | 8        |
| თ     | 9        |
| ი     | 10       |
| კ     | 20       |
| ლ     | 30       |
| მ     | 40       |
| ნ     | 50       |
| ჲ     | 60       |
| ო     | 70       |
| პ     | 80       |
| ჟ     | 90       |
| რ     | 100      |
| ს     | 200      |
| ტ     | 300      |
| ჳ     | 400*     |
| უ     | 400*     |
| ფ     | 500      |
| ქ     | 600      |
| ღ     | 700      |
| ყ     | 800      |
| შ     | 900      |
| ჩ     | 1000     |
| ც     | 2000     |
| ძ     | 3000     |
| წ     | 4000     |
| ჭ     | 5000     |
| ხ     | 6000     |
| ჴ     | 7000     |
| ჯ     | 8000     |
| ჰ     | 9000     |
| ჵ     | 10000    |

*Буквы  ჳ и უ  обозначают одно и то же число — 400.
| ჶ |
| ჷ |
| ჸ |
| ჹ |
| ჺ |
| ჼ |
| ჻ |

У данных букв нет числовых значений.